# Marie-Élisabeth Cons-Boutboul
Pour les articles homonymes, voir Cons et Boutboul.
Marie-Élisabeth Cons, épouse Boutboul, née le 10 juin 1924 à Orléans et morte le 15 avril 2021 à Blois, est une criminelle française. Ancienne avocate, radiée de l'Ordre des avocats pour escroquerie et mère de la jockey Darie Boutboul, elle a été condamnée le 24 mars 1994 pour avoir commandité le meurtre de son gendre, l'avocat Jacques Perrot, en 1985.

## Biographie
Née à Orléans le 10 juin 1924, Marie-Élisabeth Cons est la fille aînée d’un père premier clerc de notaire et d’une mère au foyer, catholique très pratiquante. Elle est élevée très strictement. Son père veut qu'elle soit magistrate alors qu'elle préfère le piano et la composition musicale. Elle déclarera avoir échoué volontairement, par deux fois, au concours de la magistrature et qu'elle se voyait plutôt avocat pour, dit-elle « défendre la veuve et l’orphelin »[réf. nécessaire]. Son cursus universitaire est élevé : licence en droit et CAPA (certificat d'aptitude à la profession d'avocat) en 1947, DES de droit romain et d'histoire du droit, thèse et doctorat en droit en 1950[réf. nécessaire]. Entre-temps, elle a prêté serment d'avocat devant la cour d'appel de Paris le 29 janvier 1949. Les choses deviennent un peu plus douteuses dans son exercice de la profession d’avocat : pas d’adresse professionnelle, pas d’inscription à la CARPA (Caisse de règlement professionnel des avocats), pas de traces non plus de dossiers dans lesquels elle serait intervenue.

### Vie familiale
Arrivée à Paris, Marie-Élisabeth Cons s'éprend, à la fin des années 1950, d'un dentiste juif tunisien, le docteur Robert-Nessim Boutboul, avec lequel elle a une fille, Darie Boutboul. Tous deux désireux de mener leurs propres vies respectives, ils se séparent peu après. Par souci de convenances sociales et d'un commun accord, la séparation est maquillée en mort du docteur Boutboul.

### Rencontre avec Jacques Perrot
En 1982 Darie Boutboul fait la connaissance sur les champs de course de Jacques Perrot, avocat et ami de Laurent Fabius (ils se sont connus sur les bancs du lycée Janson-de-Sailly) ; Darie étant enceinte de leur fils, Adrien, le mariage a lieu rapidement en 1982, Laurent Fabius est d'ailleurs le témoin du marié.
Concernant la radiation de sa belle-mère, Jacques Perrot découvre très rapidement, en se faisant recevoir par le bâtonnier de l'ordre des avocats à la Cour d'appel de Paris, que celle-ci, contrairement à ce qu'elle affirmait jusqu'alors, n'était plus avocate depuis plusieurs années, ayant été radiée de l'ordre en 1981, pour des faits de corruption et de détournements de fonds.
En effet, saisie en sa qualité d'avocate, à la fin des années 1960, par la Société des Missions étrangères de Paris d'un dossier relatif à un contentieux opposant l'Ordre à des organismes africains, Marie-Élisabeth Cons-Boutboul fait durer la procédure de telle sorte que celle-ci, de report en report, dure une dizaine d'années. Elle n'omet pas de facturer ses honoraires aux prêtres missionnaires qui, en dix années, lui versent plus de dix millions de francs de l'époque, sur ses comptes numérotés en Suisse.
S'apercevant de la supercherie en 1980, l'ordre des Missions étrangères, soucieux de ne pas éventer l'affaire, se contente de demander la radiation de Maître Cons-Boutboul, obtenue en 1981. 
Jacques Perrot souhaite se séparer de Darie et obtenir un divorce à l'amiable assorti de la garde alternée de son fils Adrien. Le 28 novembre 1985, après une audience de non-conciliation, le juge confie la garde d'Adrien à Darie et obtient un droit de visite libre et l'interdiction de sortie du territoire pour son fils. Fort de toutes ces découvertes sur la mystérieuse vie de sa belle-mère, il prend rendez-vous avec elle le 27 décembre 1985, pensant pouvoir faire pression, en menaçant de tout révéler à Darie s'il n'obtient pas de revoir Adrien.

### Le meurtre de Jacques Perrot
Le rendez-vous n'aura jamais lieu car, le soir du 27 décembre 1985, Marie-Élisabeth Cons-Boutboul, après avoir « fixé » son gendre au 29, avenue Georges-Mandel où il réside, dans le 16e arrondissement de Paris, dans l'appartement de ses parents depuis qu'il est séparé de sa femme, décommande le dîner au dernier moment. Un dîner-alibi est organisé le soir même à 20 h 15 par Marie-Élisabeth chez son vieil ami et ancien patron, maître Pierre Delphy, en présence de Darie.
De son côté, Perrot prend rendez-vous avec un ami pour dîner. Au moment où il sort de son appartement à 20 h 20, il est abattu sur son palier, de trois balles de 22 Long Rifle, deux dans la tête tirées à bout portant (une balle dans l'œil gauche, une autre dans la tempe) et une troisième en plein cœur. L'un des pneus de sa voiture a été crevé et l'antivol de sa moto, bloqué, ce qui suggère un guet-apens.

### L'enquête
La police judiciaire, arrivée sur les lieux, suspecte dès les premiers jours de l'enquête Marie-Élisabeth Cons-Boutboul d'être le commanditaire du meurtre de son gendre, sans pour autant que cette dernière avoue quoi que ce soit, ni que des preuves tangibles puissent être apportées.
C'est dans ce contexte que, plus de deux ans après le meurtre, le 5 mai 1988, est retrouvé dans le port du Havre le corps d'une personne identifiée comme étant Bruno Dassac, un représentant de commerce en lingerie. Ce truand havrais est un familier du monde des courses et connaît bien Marie-Élisabeth Cons-Boutboul, qui a acheté plusieurs chevaux de course grâce à la fortune qu'elle a acquise frauduleusement.
Les enquêteurs parviennent alors à faire le lien entre Bruno Dassac et Marie-Élisabeth Cons-Boutboul, un des comptes suisses de cette dernière ayant été débité de 140 000 francs afin d'alimenter celui du premier.
Il apparaît à la police que, bien que Marie-Élisabeth Cons-Boutboul l'ait toujours nié, Bruno Dassac avait été engagé par celle-ci pour assassiner Jacques Perrot, dont l'enquête personnelle et les découvertes la menaçaient directement.
Dans un deuxième temps, le tueur, devenu gênant, aurait à son tour été exécuté.
Marie-Élisabeth Cons-Boutboul est placée en garde à vue le 6 juin 1989, puis en détention provisoire à la maison d'arrêt de Fleury-Mérogis, inculpée pour « complicité d'homicide volontaire » dans l'affaire du meurtre de Bruno Dassac. Darie Boutboul fait également l'objet d'une garde à vue, mais est finalement relâchée après vingt-quatre heures d'interrogatoire.
En septembre 1989, Isauro Figuier, un chauffeur de taxi parisien, se rend au commissariat. Il déclare qu'il lui est arrivé de conduire régulièrement Mme Cons-Boutboul à Paris, en province (Rouen et Deauville notamment) et à Genève (Suisse) en assurant avoir entendu un jour sa cliente affirmer qu'elle souhaitait « donner une correction » à son gendre, ajoutant : « S'il ne s'en remet pas, ce sera tant mieux ». Le témoignage de Figuier permet de conforter l'hypothèse des enquêteurs, qui étaient déjà convaincus, quatre ans plus tôt, qu'elle était liée à la mort de son gendre, Jacques Perrot.
Marie-Élisabeth Cons-Boutboul est extraite de la prison de Fleury-Mérogis, le 9 octobre 1989 pour le meurtre de son gendre. Inculpée pour « complicité d'assassinat » dans le meurtre de son gendre, elle est transférée à la maison d'arrêt de Rouen. L'instruction dure des années, et plusieurs pistes sont évoquées (le milieu, la Loge P2, les affaires secrètes du Vatican, le SAC, Albert Spaggiari) pour expliquer l'assassinat de Jacques Perrot.

### Procès et condamnation
Henri Leclerc et Philippe Sarda sont les avocats de la famille Perrot. Olivier Schnerb est l'avocat de Darie Boutboul. Jacques Mouton est l'avocat général.
Le 24 mars 1994, la cour d'assises de Paris condamne Marie-Élisabeth Cons-Boutboul à 15 ans de réclusion criminelle pour « complicité d'assassinat » dans le meurtre de son gendre.

### Libération et décès
Marie-Élisabeth Cons-Boutboul est libérée le 28 décembre 1998 pour raisons de santé et bonne conduite, n'ayant jamais avoué sa participation au crime.
Elle meurt le 15 avril 2021 à Blois, à l'âge de 96 ans.

### Articles de presse
- « L'affaire Cons-Boutboul devant les assises de Paris : qu'avait appris Jacques Perrot, "L'homme qui en savait trop"? », Jacques Cordy, 12 mars 1994, Le Soir.
- « Les grands crimes du XXe siècle : Marie-Elisabeth Cons-Boutboul », 30 juillet 2009, France-Soir.
- « Cons-Boutboul, une "affabulatrice de génie" », Marc Leplongeon, 10 novembre 2013, Le Point.

### Documentaires télévisés
- « Marie-Élisabeth Cons-Boutboul, secrets de famille » le 29 juillet 2001 dans Faites entrer l'accusé présenté par Christophe Hondelatte sur France 2.
- « L'affaire Cons-Boutboul » en mars 2002 dans Secrets d'actualité sur M6.
- « Affaire Boutboul : meurtre dans la jet set » le 4 février 2009 dans Enquêtes criminelles : le magazine des faits divers sur W9.
- « L'affaire Cons-Boutboul » (premier reportage) le 8 novembre 2009 dans Affaires criminelles sur NT1.
- « L´avarice : Le dossier Cons-Boutboul » dans Les Sept Péchés capitaux sur RMC Découverte.
- « Affaire Cons-Boutboul, mortels secrets de famille », le 16 novembre 2024 dans Au bout de l'enquête, la fin du crime parfait ? sur France 2.